# 布爾格費爾德斯坦德山
布爾格費爾德斯坦德山（Burgfeldstand），是瑞士的山峰，位於該國中部，由伯恩州負責管轄，屬於埃默河谷山的一部分，海拔高度2,063米，每年平均降雨量1,703毫米。